# Спортивные сооружения и объекты Маккабиады 2022
Игры XXI Маккабиады прошли в различных городах Израиля с 12 по 24 июля 2022 года.